# One Take Only
One Take Only (en tailandés: ส้ม แบงค์ มือใหม่หัดขาย, also Som and Bank: Bangkok for Sale) es una película de origen tailandés, estrenada en 2001; fue escrita y dirigida por Oxide Pang Chun.

## Argumento
Bank (Pawarith Monkolpisit) es un matón de poca monta en Bangkok, usa drogas regularmente y a ocasionalmente hace trabajos para algunos gánsteres locales, contrabandeando armas y drogas. Un día conoce a Som (Wanatchada Siwapornchai), una adolescente que trabaja como prostituta. La pareja se enamora, y en un intento por mejorar sus vidas, se meten en un negocio de drogas que es demasiado grande para cualquiera de ellos.

## Producción
Originalmente fue llamada «Som y Bank: Bangkok for sale», la película forma parte de la «Trilogía de Bangkok» de los hermanos Pang, que incluye Bangkok Dangerous y 1+1=0 de Danny Pang Fat. La película fue terminada en 2001 antes de la producción de la película de fantasmas, El ojo, se proyectó en noviembre de 2001 en el Festival de Cine de Bangkok, pero el estudio, Film Bangkok, dejó de lado la película hasta febrero de 2003, después de una reedición del director Oxide Pang Chun donde se cambió el nombre a «One Take Only».
La película también fue proyectada en el Festival Internacional de Cine de Róterdam, el Festival Internacional de Cine de Hong Kong, el Festival Internacional de Cine de San Francisco , el Asiatica Film Mediale y el Festival NatFilm en 2002. La película fue lanzada en DVD por Tartan Films el 22 de agosto de 2006.